# 하이퍼가미

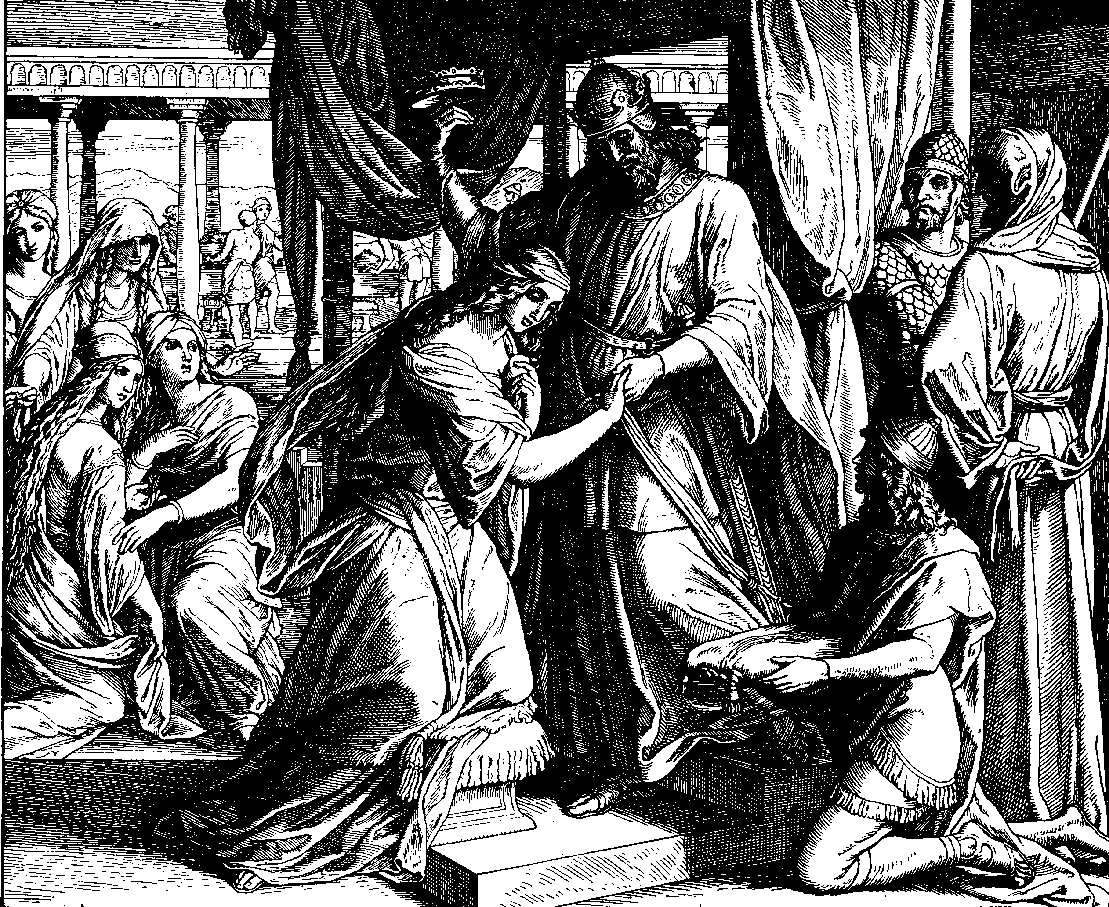
에스더는 1860년 율리우스 슈노르 폰 카롤스펠트에 의해 목판화로 왕관을 썼다.

하이퍼가미(영어: hypergamy)는 신분 상승을 목적으로 하는 결혼을 뜻한다. 특히 인도 힌두교도 여성이 자기보다 높은 카스트 사람과 결혼하는 관습을 말한다.

## 역사
신분 사회에서 여자가 계급이 아버지와 같거나 높은 귀족 남성과 결혼하는 현상으로, 결혼 후에는 남편의 사회적 신분을 그대로 물려받기 때문에 결혼을 통한 신분 상승이나 가문 영향력을 확대하는 방법이다. 집안의 여성을 귀족 가문과 결혼시킴으로써 인척관계를 넓히고, 사회적 지위를 보장받으려 했다.
특히 인도 라지푸트 카스트 안에서는 여성이 높은 신분의 남성과 결혼을 통하여 친족, 씨족 집단의 사회적, 정치적 지위 향상으로 지배 집단의 일원으로 편입 될 수 있는 통로 여겼다.
카스트 내혼제 원칙에 따라 여자를 주는 쪽 집단이 여자를 받는 쪽 집단에 비해 열등한 것으로 간주되며, 이런 불평등 관계는 혼인이 지속되는 동안 각종 의례 때마다 신부 쪽에서 신랑 쪽으로 보내는 선물을 통해 물질적으로 표현된다.

## 용어
하이퍼가미는 승혼(昇婚), 승가혼(昇嫁婚), 상향혼(上向婚), 앙혼(仰婚), 승격혼(昇格婚)으로 번역하기도 한다.

## 같이 보기
- 혼수
- 국제결혼